# エセル・ラング
エセル・ラング（Ethel Lang、1900年5月27日 - 2015年1月15日）は、イギリスのスーパーセンテナリアンである。イギリスにおいて19世紀に生まれた最後の人物であった。

## 生涯
エセル・ラングは1900年5月27日、イングランドのサウス・ヨークシャー州ワーズボローで誕生した。1922年にウィリアム・ラングと結婚し、翌1923年に一人娘のマーガレットをもうけた。夫は1988年に92歳で死去した。

## 長寿記録
2013年11月14日、グレース・ジョーンズ（1899年12月7日生まれ）の死去に伴い、113歳171日で存命中のイギリス人最高齢となった。同時に、イギリスにおける最後の19世紀生まれの人物、およびヴィクトリア女王の在位中に生まれた最後の人物となった。
存命中の人物では、イギリス最高齢であり、ヨーロッパではイタリアのエンマ・モラーノに次いで2番目、世界では9番目の長寿者であった。また、イギリス史上4番目の長寿記録保持者である。

## 死去
2015年1月15日、バーンズリーの自宅で死去した。114歳と233日であった。